# Traditionell kinesisk medicin

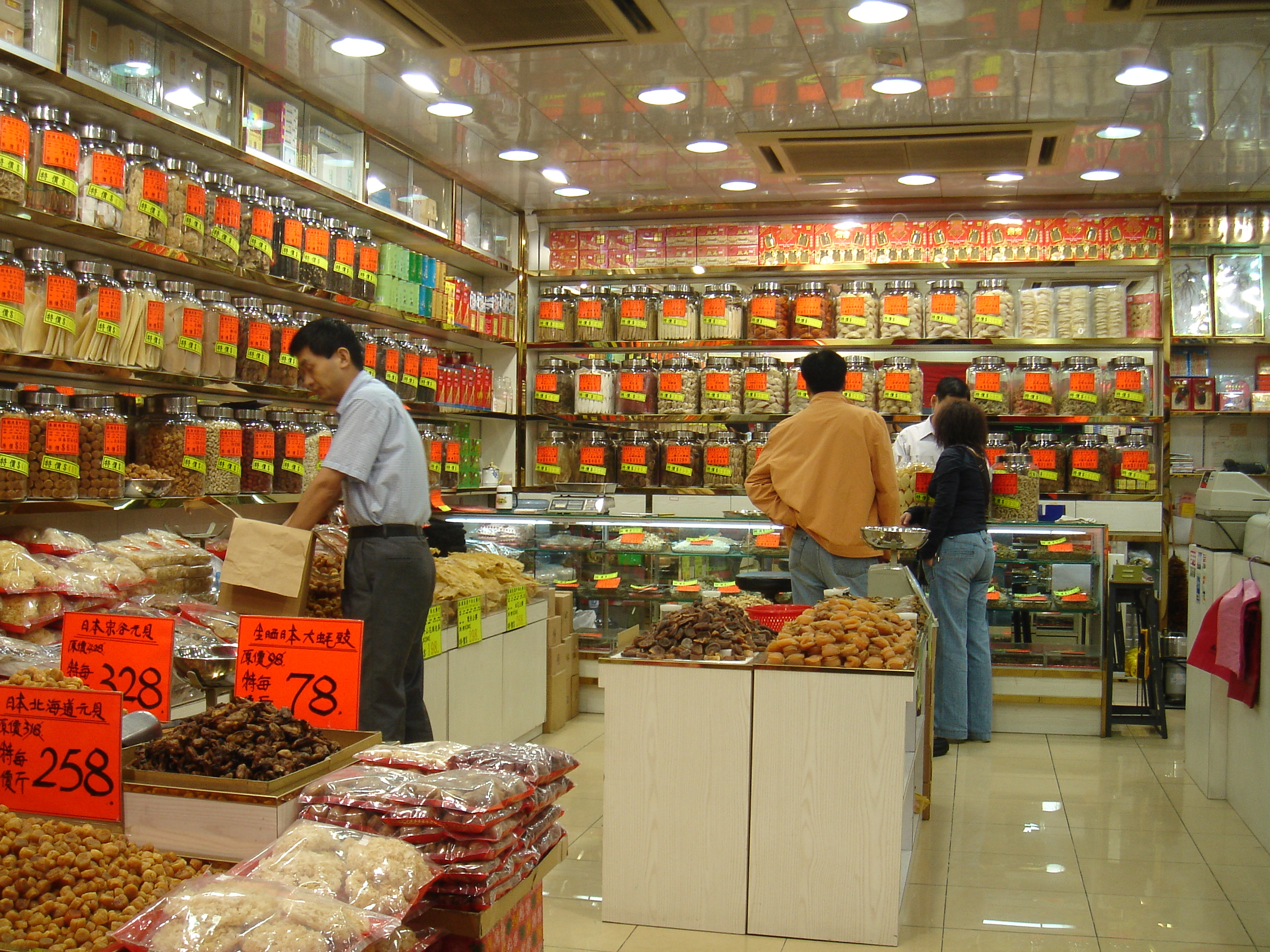
Traditionell kinesisk butik för medicin/torkade varor i Tsim Sha Tsui, Hongkong, Kina.

Traditionell kinesisk medicin (kinesiska: 中医 eller 中药学, pinyin: Zhongyi resp. Zhongyaoxue) är ett samlingsnamn för flera sorters traditionella behandlingsformer som har sina rötter i Kina, men som också är mycket vanliga i andra östasiatiska länder såsom Japan, Korea och Vietnam. Idag finns dessa behandlingsformer att tillgå i de flesta andra länder, i regel då som alternativ till mer etablerad läkekonst.
I Sverige förkortas Traditionell kinesisk medicin vanligen till TKM. Förkortningen TCM från engelskans Traditional Chinese Medicine används också.
Läran om kinesisk medicin har sina rötter i böcker som den Gula kejsarens Inre Canon och Treatise on Cold Damage, liksom i kosmologiska begrepp som yin och yang och de fem faserna. Från och med 1950-talet har dessa föreskrifter moderniserats i Folkrepubliken Kina i och med att många anatomiska och patologiska begrepp från evidensbaserad medicin har integrerats. Trots detta återstår många antaganden, bland annat dess modell av kroppen och dess definition av begreppet sjukdom, som inte stöds av modern evidensbaserad medicin. Kliniska studier har hittills funnit blandade bevis för effekten av TKM-behandlingar.
TKM:s syn på kroppen lägger liten vikt vid anatomiska strukturer utan identifierar istället ett antal funktionella enheter som sägs reglera matsmältning, andning, åldrande osv. Hälsa upplevs som ett harmoniskt samspel mellan dessa enheter och omvärlden. Sjukdom tolkas som en disharmoni i samspelet. Att ställa diagnos enligt TKM innebär att identifiera mönster av disharmoni. Resultat från pulstagning och tungdiagnostik tas vanligen med i beräkningen.

## Terapiformer inom TKM
Huvudsakliga terapiformer:
- Farmakologi/Örtmedicin(中药)
- Akupunktur och Moxibustion (针灸)
- Qigong (氣功)
- Tuina, kinesisk massage (推拿)

Fler terapiformer:
- Akupressur
- Auriculoterapi, öronakupunktur
- Guasha, skrapning (刮痧)
- Koppning (拔罐)
- Kostråd (飲食療法)
- Massoterapi, kinesisk kiropraktik
- Moxibustion, förbränning av grovbladig gråbo vid akupunkturpunkter
- Taijiquan, skuggboxning (太極拳)

Behandlingar inom TKM syftar framför allt till att återställa balansen i kroppen. Sjukdomar och symptom betraktas alltså som obalanser i kroppen. När kroppen mår bra och man är i mental balans blir man inte lika lätt sjuk. När kroppen är svag blir man mera lättpåverkad av omgivningen och upplever olika symptom.

## Diagnostik
Kinesisk diagnos/traditionell kinesisk diagnos är en mycket viktig del av hela den kinesiska hälsokunskapen. Utifrån den ställda diagnosen bestäms en lämplig behandlingsmetod. Diagnostiseringen handlar framför allt om att ta reda på vilka obalanser det finns i kroppen och dess energisystem. Man pratar i termer som brist eller överskott av yin eller yang i de olika meridianerna. Förenklat kan man säga att yin tolkas som kylande och yang som värmande element i kroppen.